# Masia del Gat
La Masia del Gat és un edifici neoclàssic del municipi de Valls (Alt Camp) inclòs en l'Inventari del Patrimoni Arquitectònic de Catalunya.

## Descripció
El cos principal de l'edifici és de tres plantes; la façana principal té un porxe porticat simple format per dues columnes i tres arcades d'1,5 m de diàmetre. La planta baixa presenta dues finestres de 80 cm d'amplada i una porta d'accés central d'1,75 m.
Al pis superior hi ha una plataforma de 18 m² que sobresurt de la façana i que es troba envoltada en alguns trams per una barana de ferro, la qual correspon a una terrassa que es troba connectada amb tres habitacions de l'interior de l'edifici a partir de tres portes.
El segon pis té tres petites finestres de 40 cm d'amplada aproximadament que corresponen a les golfes de l'edifici. A poca distància i a la part superior hi ha una cornisa tancada, la qual sobresurt pocs centímetres de la superfície.
La façana presenta unes ornamentacions molt senzilles, com són la representació en relleu molt suau de sis columnes amb capitell, les quals arranquen des de l'inici del primer pis i finalitzen en la cornisa del segon.
Apareix adossat a l'edifici, per la banda nord-oest, un petit cos, de dues plantes i de 50 cm de gruix a les parets, corresponent als habitatges, probablement dels antics masovers de la finca. Aquesta presenta en la distribució interna, de la planta baixa, una sala central de 13 m², amb les parets enguixades i pintades de blanc. L'espai comunica amb una petita habitació al sud, de 5 m², destinada a la cuina i que mostra un aspecte molt modern encara amb el seu mobiliari. A la part posterior de la sala principal de la planta baixa i al costat de la cuina existeix una altra sala de 16 m² de superfície, dividida en el seu interior per un envà, i que era destinada al rebost. En un extrem de la sala central s'ha documentat un espai de 75 cm d'amplada on s'ubiquen unes escales que accedeixen al pis superior corresponent a les diferents dependències d'aquest edifici.
L'entorn de la finca presenta un ampli pati amb un paviment de ciment, delimitat per una banqueta feta de pedra, maons i morter de calç que marca el perímetre de la finca. Alhora separa aquesta dels camps de cultiu, antigament pertanyent al conjunt de la propietat, juntament amb una gran bassa, de 50 m², feta de pedra i morter, la qual servia per al regadiu d'aquests camps.